# Flughafen Haluoleo (Kendari)

i7
i11
i13
Der Flughafen Haluoleo (indonesisch Bandar Udara Haluoleo, IATA-Code: KDI, ICAO-Code: WAWW), vormals Flughafen Wolter Monginsidi, liegt rund 24 Kilometer südwestlich von Kendari, der Hauptstadt der  indonesischen Provinz Südost-Sulawesi.

## Ausbau
Im Jahr 2011 wurde das Vorfeld von 195 m × 91 m auf 234 m × 113 m erweitert. Inzwischen wurde die Start- und Landebahn auf 2500 Meter verlängert und das Vorfeld auf 373 m × 113 m vergrößert.